# Tai Chi (banda)
Tai Chi (太极) es una banda musical de rock de la China, formana en Hong Kong en 1985 por Patrick Lui (vocalista), Joey Tang (guitarrista), Gary Tong (tecladista), Ernest Lau (guitarra), Ed Sing (bajista y coros ) y Ricky Chu (batería). Ellos se unieron en la década de los años 1980, dentro de la categoría de bandas de rock conocida como "Band-booming Era". Junto a Fundamental, Beyond, Tat Ming Pair, Blue Jeans, Small Island, Raidas y Citybeat. Tai Chi es conocido por sus melodías pegadizas y contemporeaneas. Ellos todavía se mantienen activos hasta la fecha y con una fanaticada espectacular.

## Integrantes
- Patrick Lui (Voz y coros)
- Joey Tang (Voz y guitarra)
- Gary Tong (teclado, piano y coros)
- Ernest Lau (Guitarra y coros)
- Ed Sing (Guitarra bajo, voz y coros)
- Ricky Chu (Batería y percusión)

## Canciones
- 暴風紅唇 : Stormy red lips
- 他 : Him/her
- 紅色跑車 : Red mobile
- Dance all nite
- 吶喊 : Shout
- 迷途 : Maze
- 緣 : Fate
- Celia
- 禁區 : Restricted area
- 欠 : Without
- 留住我吧 : Let me stay
- 全人類高歌 : Human race sing together
- Crystal

- Datos: Q6138034